# Wysokaja Żar´
Wysokaja Żar´ (ros. Высокая Жарь) – wieś (ros. деревня, trb. dieriewnia) w zachodniej Rosji, w osiedlu wiejskim Czistikowskoje rejonu rudniańskiego w obwodzie smoleńskim.

## Geografia
Miejscowość położona jest w dorzeczach Gotynki i Leszczenki, 1,5 km od drogi federalnej R120 (Orzeł – Briańsk – Smoleńsk – granica z Białorusią), 4 km od najbliższego przystanku kolejowego (Płoskaja), 3 km od centrum administracyjnego osiedla wiejskiego (Czistik), 9,5 km od centrum administracyjnego rejonu (Rudnia), 55 km od Smoleńska.

## Demografia
W 2010 r. miejscowość zamieszkiwało 5 osób.

## Historia
W czasie II wojny światowej od lipca 1941 roku wieś była okupowana przez hitlerowców. Wyzwolenie nastąpiło w październiku 1943 roku.